# Limburgs
Limburgs (Limburgs: Limburgs, Limbörgs, Lèmbörgs) is de gemeenschappelijke naam voor een aantal onderling verwante taalvarianten die gesproken worden in het overgrote deel van Belgisch- en Nederlands-Limburg, de Platdietse streek en aangrenzend Noordrijn-Westfalen.
De Limburgse dialecten kennen geen standaardvorm, maar vallen uiteen in meerdere varianten met eigen kenmerken.
In Nederlands-Limburg is het Limburgs sinds 1997 door de Nederlandse overheid officieel als streektaal erkend. In België en Duitsland hebben Limburgse dialecten geen formele status.

## Definitie

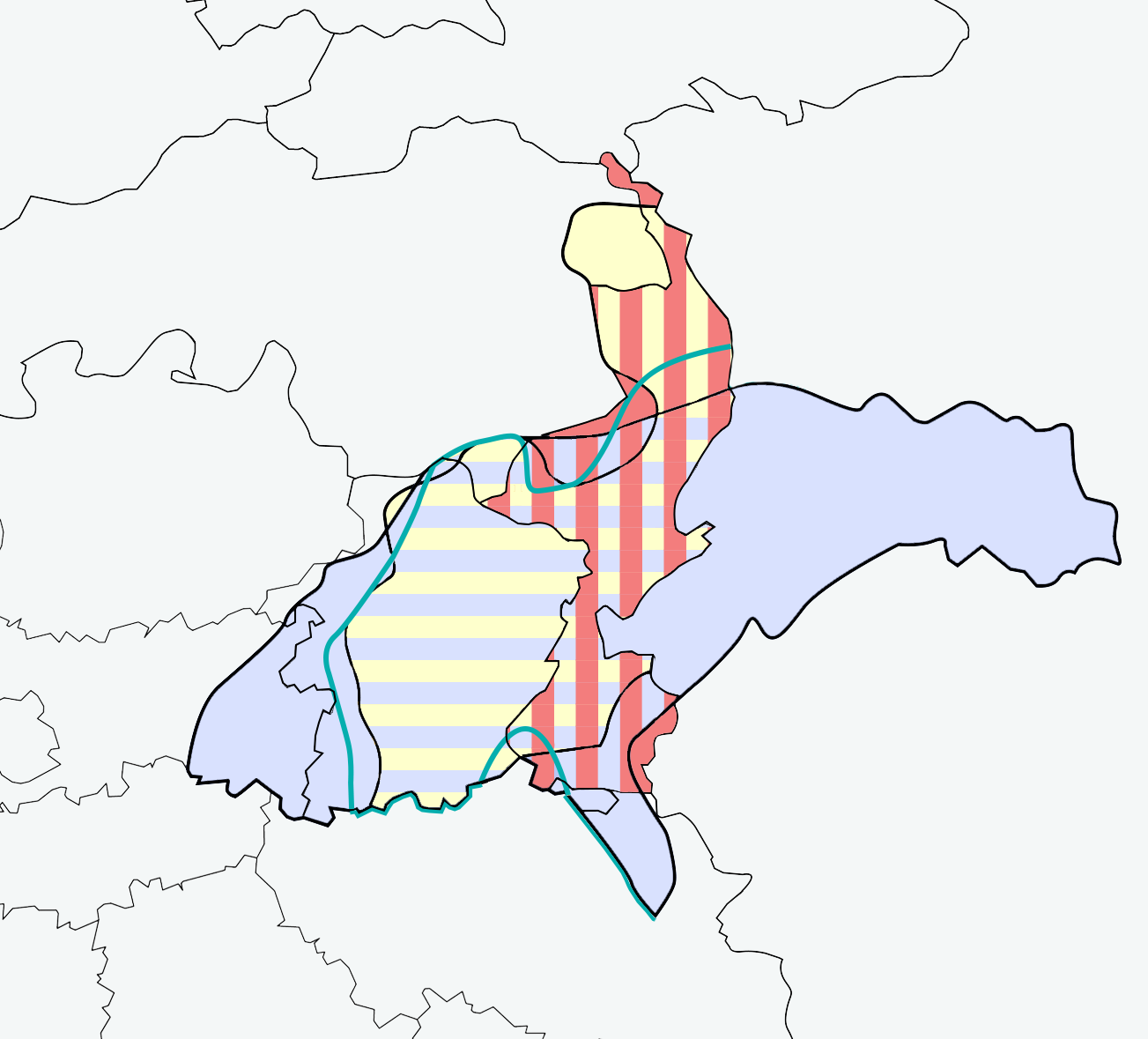
Overlap en afbakeningen tussen het Oostnederfrankisch en verschillende definities van "Limburgs":
Oostnederfrankisch inclusief overgangsdialecten en zonder interne onderverdeling.
De "Limburgse groep" (zonder subdialecten) op basis van de featurefrequentiemethode.
De door de Nederlandse overheid als "Limburgs" erkende streektaal.
Definitie van "Limburgs" aan de hand van tonaliteit binnen het Nederlandse taalgebied.

Er bestaan diverse interpretaties van het Limburgse taalgebied en het vaststellen ervan is afhankelijk van welke definitie gehanteerd wordt.
In het dagelijks taalgebruik in Nederland en België worden met "Limburgs" of "het Limburgs" de endogene taalvarianten van de beide Limburgen bedoeld. In de provincies Belgisch- en Nederlands-Limburg zelf bestaat een genuanceerdere taal-sociologische definitie. "Het Limburgs" bestaat voor de meeste Limburgers niet, in plaats daarvan definiëren zij hun dialect primair met hun stad of streek, bijvoorbeeld als Weerts, Tegels, Maastrichts of, met de algemene term voor dialect, als "plat". De term "Limburgs" betrekken Limburgers op de verschillende dialecten waarmee zij zonder het eigen dialect sterk aan te passen kunnen communiceren. Deze definitie omvat de meeste, maar niet alle dialecten die binnen de provincies gesproken worden. Zo worden dialecten als het Mooks niet per definitie als Limburgs gezien en passen sprekers van het Kerkraads, hoewel zij hun dialect wel als Limburgs typeren, vanwege het relatief afwijkende karakter van het dialect hun taalgebruik aan wanneer zij communiceren met andere sprekers van andere Limburgse variëteiten.
Bestuursrechtelijk wordt "Limburgs" voor de Nederlandse wet binnen de provisies van Europees Handvest voor regionale talen of talen van minderheden gedefinieerd als "de streektaal die, in diverse varianten, wordt gesproken in de Nederlandse provincie Limburg".
Taalkundig worden met "Limburgs" traditioneel de Nederfrankische taalvariëteiten bedoeld die tussen de Benrather linie (maken/machen) en de Uerdinger linie (ik/ich) worden gesproken. Het onderscheidende aspect van deze dialecten binnen deze definitie is de gedeeltelijke deelname aan de Tweede Germaanse klankverschuiving, die zich kringvormig in afnemende mate vanuit Keulen naar het noordwesten heeft verbreid, als onderdeel van de zogeheten Rijnlandse waaier.
Een recentere taalkundige definitie, die grotendeels maar niet geheel overlapt met de traditionele definitie, gebruikt de grenzen van tonaliteit binnen de zuidoostelijke Nederfrankische dialecten als afbakening van de Limburgse dialecten in strikte zin.

## Classificatie
De Limburgse dialecten worden tot het Nederfrankisch gerekend, evenals de Hollandse, Brabantse, Zeeuwse, Vlaamse en Kleverlandse dialecten. Zo worden de varianten in Nederlands Zuid- en Midden-Limburg traditioneel gezien als Nederfrankische (c.q. Oostnederfrankische) variëteiten met een graduele Middelduitse invloed, dan wel als een groep van overgangsdialecten tussen het Neder- en Middelfrankisch.
De historische taalkunde deelt de Limburgse dialecten in onder het Oudnederlands (specifieker Oudoostnederlands) en het Middelnederlands. Bij dit laatste wordt het Limburgs ingedeeld samen met het Vlaams, Brabants, Hollands en oostelijk Nederlands. Taalkenmerken in historische Nederlandse teksten die als typisch voor het Limburgs worden gezien worden ook wel limburgismen genoemd. Deze term moet niet verward worden met een alternatieve definitie van limburgisme, waarbij het fenomeen van interferentie tussen dialect en standaardtaal wordt bedoeld.
De verscheidenheid binnen de Nederlandse provincie Limburg is groot, aangezien de variëteiten die in Noord-Limburg worden gesproken veel gemeen hebben met de Brabantse en Kleverlandse dialecten en daarin sterk afwijken van de geografisch Zuid-Limburgse en Midden-Limburgse dialecten. In Belgisch-Limburg wordt, op een gedeelte van de Voerstreek na, geen Oost-Limburgs gesproken, maar wel West- en Centraal-Limburgs. De groep dialecten die worden gesproken in het midden van de provincie Limburg vormen de overgang naar het Zuid-Brabants.
De Limburgse dialecten worden doorsneden door verschillende isoglossen, zowel in oost-westrichting als in noord-zuidrichting, en vormen in beperkte mate een eenheid. Een van de belangrijkste van deze isoglossen is de Panninger linie die ruwweg een scheiding vormt tussen de westelijke en de oostelijke Limburgse dialecten. Deze Limburgse dialecten vormen de meest zuidoostelijke variëteiten van het Nederlandse taalgebied.

## Sprekers
In 2012 werd geconcludeerd dat het dialectgebruik in zowel de beide Limburgen als het aangrenzende Rijnland per generatie afneemt.
In 2021 bleek uit onderzoek van Veldeke Limburg dat 67% van de inwoners van Nederlands-Limburg aangaf vloeiend Limburgs te spreken. Wel waren er opvallende discrepanties naar leeftijd, zo sprak in de jongst gemeten leeftijdsgroep (18-34 jaar) slechts 52% vloeiend dialect. Meer dan de helft van de Limburgers verwachtte dat het gebruik van de Limburgse dialecten in de toekomst zal afnemen, slechts 4% meende dat het zal toenemen.
Naast het Algemeen Nederlands spraken in 2003 ongeveer 57% van de Limburgse ouders Limburgs met elkaar, het percentage dat ook met hun kinderen Limburgs sprak lag iets lager. Dit laatste komt overeen met eerdere onderzoeken uit de jaren negentig van de twintigste eeuw, waaruit bleek dat ouders het gepaster vonden Algemeen Nederlands met hun kinderen te spreken. Binnen Nederland is het dialectgebruik in Limburg relatief het hoogst. In streken die te maken hebben gehad met sterke migratiestromen uit overige delen van Nederland, zoals de Limburgse mijnstreek, is het gebruik van het lokale dialect verzwakt. Het stadsdialect van Heerlen draagt hiervan het duidelijkst de sporen, hoofdzakelijk veroorzaakt door de hogere sociaaleconomische status van de Algemeen-Nederlandssprekende migranten in de eerste helft van de twintigste eeuw. In Westelijk Zuid-Limburg en Midden-Limburg wordt relatief het meest Limburgs gesproken. Hoewel het gebruik van de Limburgse dialecten als gesproken taal consequent terugloopt is het schrijven van Limburgs, dankzij de opkomst van het internet en vermindering van analfabetisme, juist zeer sterk toegenomen.
In Belgisch-Limburg bleek uit diverse onderzoeken eveneens een verband tussen leeftijd en het percentage van de Limburgers dat dialectspreker is. Zo bleek 42% van de inwoners van Bilzen (gelegen tussen Hasselt en Maastricht) nog dialect te spreken, maar fluctueerde dit percentage significant naar leeftijd. Uit de groep boven de 55 jaar sprak 60% dialect, tussen de 25 en 54 daalde dit percentage naar iets meer dan 40% en bij de groep onder de 25 jaar sprak slechts 11% het plaatselijke dialect.

### Taalsociologie
De Limburgse elite associeerde de Limburgse dialecten tot ver in de 18e eeuw met de onderklasse en beschouwde deze dialecten als ondergeschikt en minderwaardig aan schrift- en cultuurtalen als het Nederlands, Duits en met name het Frans. In de 19e eeuw groeide de waardering voor de Limburgse dialecten in cultuurhistorische zin, maar bleef de sociaal-linguïstische status laag. Dit lagere aanzien, resulteerde in Zuid-Limburg onder meer in het zogenaamde Koelhollands (Kolenhollands) of Hoogmijnstreeks: omdat ouders meenden dat hun kinderen meer kansen zouden krijgen wanneer zij Algemeen Nederlands zouden spreken, ontstond een sociolect waarbij standaardtaal en Limburgse dialecten met elkaar vermengd raakten. Bij ondervragingen in 1987 en 1997 gaven veel sprekers van een Limburgs dialect aan dit als hun eerste taal te zien.
In Belgisch-Limburg is de status van de Limburgse dialecten duidelijk sociaal-cultureel afgebakend, zowel in negatieve als positieve zin. Zo is het dialect de taal van informele situaties, de taal van het dorpsleven, de werkvloer, de karnaval en de folklore, maar geldt zij ook als de taal van oude, niet-ontwikkelde mensen. Ook binnen diverse Limburgse dialecten, met name stadsdialecten, zijn klassenverschillen te ontwaren. Hoewel niet zo opvallend als bij bijvoorbeeld het Haags, vallen binnen het Roermonds en Maastrichts deftigere en meer volkse varianten te identificeren. Zo gebruiken sprekers van het Maastrichts uit de bovenklasse aanzienlijk meer Franse leenwoorden.
Binnen de Nederlandse dialectrenaissance die begin jaren 90 inzette neemt Limburgs een prominente plaats in de vorm van de muziek van Rowwen Hèze. De band, die in geheel Nederland en België populariteit geniet, heeft met haar muziek een grote bijdrage geleverd aan zowel het destigmatiseren van dialectgebruik in de kunst, het vergroten van de bekendheid van Limburgs bij een breder publiek en heeft zich daarnaast ontwikkeld tot een embleem en uiting van trots van de Limburgse identiteit.
De mate waarin sprekers van diverse Limburgse dialecten deze als onderdeel van één gemeenschappelijk "Limburgs" zien of zichzelf als onderdeel van een "Limburgstalige gemeenschap" zien, verschilt zeer sterk van elkaar. Zo is de dialectdiversiteit bij de Belgisch-Limburgse dialecten traditioneel groter dan die van de Nederlands-Limburgse dialecten, waardoor onder Belgisch-Limburgers over het algemeen niet het idee leeft dan zij allen dezelfde taal spreken. Met uitzondering van het Maasland, zien veel Belgisch-Limburgers hun dialecten dan ook niet direct als onderdeel van een groter Limburgs-construct met daarin ook de Nederlands-Limburgse dialectvariëteiten.
In Duitsland is het dialectbewustzijn het laagst en wordt er door de sprekers geen overkoepelende term ("Limburgs" of anderszins) gebruikt voor de daar gesproken (taalkundig) Limburgse dialecten. In vergelijking met Duitsland en België is het dialectbewustzijn in Nederlands-Limburg relatief hoog, maar ook hier identificeren de meesten het woord "Limburgs" in de eerste plaats met hun eigen dialect.
De Nederlands-Limburgse dialecten groeien naar elkaar toe. De Brabantse dialectoloog Toon Weijnen (1909-2008) toonde in 1939 aan dat de onderlinge verschillen tussen de Nederlands-Limburgse dialecten waren afgenomen, mogelijk veroorzaakt door de grotere mobiliteit. Daar tegenover staat, dat de dialecten aan weerszijde van de landsgrens sinds het einde van 19e eeuw onder invloed van het Standaardduits en Standaardnederlands uit elkaar groeien. In 1995 werd geconcludeerd dat dialectsprekers uit Duitsland en Nederland, tenzij zij alleen over heel beperkte onderwerpen spraken die voldoende besproken konden worden door middel van de oude woordenschat, de dialectsprekers van over de grens niet langer zonder enige kennis van de andere standaardtaal met elkaar konden spreken.

## Geschiedenis
Na de derde eeuw verandert aan de benedenloop van de Rijn de dynamiek tussen de Germanen en Romeinen. Waar in eerdere eeuwen onderling vooral handel werd gedreven met incidentele strooptochten, vestigden zich een reeks crisissen binnen het Romeinse Rijk in toenemende mate Germanen aan de linkeroever van de Grote Rivieren. Deze stammen spraken naar alle waarschijnlijkheid voornamelijk dialecten die uit het Wezer-Rijn-Germaans waren ontstaan en die in 5e eeuw in het zogenaamde Oudfrankisch samengingen.
Het culturele overwicht van de Romeinen was desalniettemin groot, hetgeen zich uitte in een relatief geleidelijke overname van het taallandschap en in het overnemen van talrijke Latijnse leenwoorden, met name in voorheen sterk geromaniseerde gebieden waar deze Germanen zich vestigden. Het gevolg hiervan is dat, in vergelijking met alle andere West-Germaanse taalvariëteiten, de hoeveelheid vroege Latijnse leenwoorden onder de Limburgse dialecten en die van het aangrenzende Rijnland het grootst is en dat er in delen van de Limburgse lange tijd tweetalige Romaans-Germaanse taaleilanden bestonden. Zo werd de streek rondom Sint-Truiden en het gebied tussen Aken en Vaals pas na de 10e eeuw definitief gegermaniseerd. Van deze taalontwikkeling zijn nog sporen terug te vinden; zoals bij het nabij Maastricht gelegen dorp Cadier en Keer, waarbij Cadier de Romaanse en Keer de Germaanse evolutie vormt van het oorspronkelijke Latijnse woord voor een verwarmd badhuis, het calidarium.
Doordat de Tweede Germaanse klankverschuiving zich vanaf de 6e eeuw vanuit het Zuidwesten van Duitsland steeds noordelijker uitbreidt, deelt het Oudfrankisch zich op in een niet-verschoven variant (het Oudnederlands, ook wel Oudnederfrankisch genoemd) en diverse verschoven varianten; de aan en rond de Midden-Rijn gesproken dialecten van het Oudhoogduits. De latere Limburgse dialecten vinden hun oorsprong in de oostelijke tak van het Oudnederlands. Enkele van de vroegst bekende Nederlandse teksten zijn in deze variant geschreven, zoals bijvoorbeeld de beroemde Wachtendonckse Psalmen uit de 10e eeuw.
Zowel het Oost- als Westoudnederlands dragen bij aan de formatie van het Middelnederlands, maar na de 13e eeuw worden kenmerken die typerend zijn voor het Vlaams en Brabants (beide westelijke dialecten) dominanter in de schriftelijke bronnen. Hoewel de Middelnederlandse schrijftaal relatief homogeen is, wordt dit voor de gesproken taal niet aangenomen. Limburgs vormt een van de vijf hoofddialecten van het Middelnederlands.
De Limburgse dialecten van het Middelnederlands typeren zich door kenmerken van de Tweede Germaanse klankverschuiving, die zich vanuit de stad Keulen naar het noordwesten uitbreidden. Een specifiek voorbeeld is de aanwezigheid van de ik-ich-isoglosse in Middelnederlandse vormen van het Limburgs, terwijl deze verschuiving van ik naar ich in het Oudoostnederlands (de directe voorloper van de huidige dialecten in Midden- en Zuid-Limburg) nog niet had plaatsgevonden.
Traditioneel wordt de Slag bij Woeringen (1288) gebruikt om een keerpunt in de taalgeschiedenis van de Limburgse dialecten te markeren. Na deze veldslag heroriënteerde de Limburgse regio zich. Het oude hertogdom Limburg, het graafschap Dalhem en het huidige Nederlands Zuid-Limburg stonden als de zogeheten Landen van Overmaas nu onder bestuur van het hertogdom Brabant. In plaats van dat men zich bleef richten op de nabijgelegen Duitse steden verschoof het zwaartepunt van de economische en culturele betrekkingen naar het westen, waar de bloeiende Brabantse steden, en verderop in Vlaanderen Gent, Brugge en Ieper lagen. Met de dominantie van de Brabantse dialecten (de Brabantse expansie) volgde een ontwikkeling in omgekeerde richting met typisch Middelnederlandse klankontwikkelingen − zoals eindklankverscherping, assimilatie en klinkerreductie − die zich langs de afnemende Hoogduitse invloeden doorzetten. De overname van Brabantse kenmerken vond eerst en het sterkst plaats in de dialecten in het huidige Belgisch-Limburg, het Maastrichts en Weerts, door de ligging ten westen van de Maas.
Toen rond het begin van de 16e eeuw de eerste verregaande pogingen werden gedaan om het Nederlands te standaardiseren, was de basis daarvan vooral het Brabants. Toen tijdens de Tachtigjarige Oorlog Antwerpen viel, verschoof het culturele, politieke en economische zwaartepunt naar de Noordelijke Nederlanden, in het bijzonder het gewest Holland. Het gevolg was dat het Hollands, echter op basis van het Brabants, een grote invloed kreeg op de vorming van de Nederlandse standaardtaal, meer in het bijzonder op de uitspraak. Hierdoor zijn er tegenwoordig relatief weinig sporen van de Limburgse dialecten terechtgekomen in de Nederlandse standaardtaal. Omgekeerd heeft de Nederlandse standaardtaal wel een groeiende invloed op de Limburgse dialecten, die met name sinds de 19e eeuw steeds meer naar het Standaardnederlands toe groeien.
De oudste in een Limburgs dialect geschreven teksten dateren uit de 19e eeuw. Een voorloper is het in het Maastrichts geschreven Sermoen euver de Weurd ("Preek over de woorden") uit 1729. Het eerste gedrukte Nederlands-Limburgse woordenboek verscheen in 1884. Pioniers van het in kaart brengen van de Limburgse dialecten waren de Leuvense, maar in Maastricht geboren en opgegroeide hoogleraar Pieter Willems (1840-1898) en de Utrechtse, later Nijmeegse hoogleraar Jos. Schrijnen (1869-1938). Zij deden hun onderzoeken vooral aan de hand van schriftelijke enquêtes.
In de 20e eeuw ontstond er, mede door de opkomst van radio en televisie als nieuwe media, een groot verschil tussen de mate waarin dialect gesproken wordt in België, Nederland en Duitsland. In België verloor het Zuid-Nederfrankisch dialect terrein aan het Verkavelingsvlaams, in Duitsland werd er steeds meer het Rijnlands regiolect gesproken.
De taalkundig Limburgse dialecten in Duitsland staan bovendien onder invloed van de Duitse cultuurtaal. Onder invloed van de Keulse omroep WDR is er een opmars van Ripuarische accenten merkbaar op de linker Rijnoever, ten koste van de traditionele Limburgse en Kleverlandse dialecten.

## Fonologie

### Tonaliteit

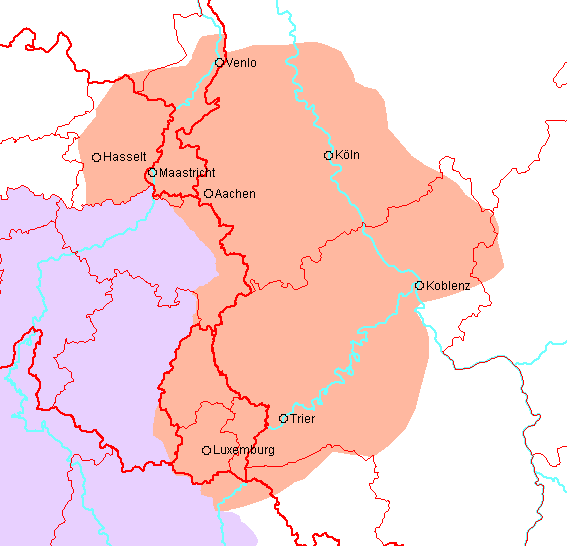
De Limburgs-Ripuarisch-Moezelfrankisch-Luxemburgse tonaliteit. Deze kaart brengt het verspreidingsgebied in beeld van het betekenisdragend verschil a.h.v. toonhoogte.

Binnen het Nederlandse dialectlandschap valt een aanzienlijk deel van de Limburgse dialecten op door tonaliteit, waarbij met behulp van een verschil in toonhoogte een verschil in betekenis wordt uitgedrukt.
Zo kan bijvoorbeeld het Maastrichtse woord stein op twee verschillende toonhoogten worden uitgesproken, waarbij het enkelvoud (steen) een hoge vlakke sleeptoon en het meervoud (stenen) een dalende stoottoon heeft. In dit voorbeeld zijn alle klanken zijn bij beide woorden dezelfde, enkel de ei is onderhevig aan tonaliteit:
Eine stein [ʃtɛ́íːn²] 'een steen'; hierin is de ei-tweeklank lang, en gaat de hoogte licht omhoog aan het einde van de sleeptoon.
Twie stein [ʃtɛ́ìn¹] 'twee stenen'; hierin is de ei-tweeklank bijzonder kort, en daalt de stoottoonhoogte snel naar beneden.
Net als een aanzienlijk aantal andere taalkundige eigenaardigheden, de zogenaamde Keulse expansie, ligt de oorsprong van tonaliteit in deze Limburgse dialecten bij het aangrenzende Ripuarisch, vanuit waar deze zich naar het noorden heeft verspreidt en waar het verschijnsel een veel groter verspreidingsgebied kent. De vroegste Limburgse dialecten van het Middelnederlands en het Oudoostnederlands kenden het verschijnsel niet.
De noordelijke isoglosse van het gebied waar tonaliteit voorkomt ligt boven Weert, onder Meijel en met een bochtje boven Venlo en Arcen heen. Naar het westen toe loopt de tonaliteitslijn over Budel en Maarheeze heen en snijdt ze Lommel, de neus van West-Limburg en het gebied rond Sint-Truiden af. Langs het tonaliteitsgebied een strook waar men de twee tonen wel kent, maar waar ze niet langer een betekenisverschil uitmaken. Daarnaast zijn er gebieden waar het toonsysteem is verdwenen, in deze dialecten zijn betekenisverschillen die eerder met een stoot- of sleeptoon werden aangegeven overgenomen door diverse klinkers. Zo hebben het Weerts (22 echte klinkers en 6 tweeklanken) en het Hamonts (22 echte klinkers en 13 tweeklanken) een aanzienlijke grotere klinkerinventaris dan de Nederlandse standaardtaal met 12 echte klinkers en 3 tweeklanken. Het hier beschreven verschijnsel is naast Weert ook ten zuiden van Maastricht, in de gemeenten Riemst en Eijsden-Margraten geobserveerd.

### Mouillering
In het gebied tussen Weert, Reuver, Bocholt en Sittard komt mouillering voor. Dat wil zeggen dat de t en de d aan het eind van een woord vaak wat palataler worden uitgesproken, namelijk als tj en dj. De eindklank -nt/nd kan dan ook in -nj veranderen; Roermondenaren noemen hun stad bijvoorbeeld Remu(u)nj.

### Umlaut
In veel Limburgse dialecten komt het verschijnsel van de umlaut voor, gewoonlijk met een grammaticale achtergrond, zoals hieronder beschreven en toegelicht aan de hand van een verkleinwoord.
| klank   | voorbeeld                 |
| a > e   | man - menneke             |
| aa > ae | aap - aepke               |
| ao > äö | haor ("haar") - häörke    |
| o > ö   | pot - pötje               |
| ó > u   | sjtóp - sjtupke           |
| oe > uu | hoes - huuske             |
| ou > ui | droum ("droom") - druimke |

In sommige dialecten is de umlaut van aa in bepaalde of zelfs alle gevallen verschoven naar de ee (vb. Maastrichts aap - eepke i.p.v. aepke)

### Klinkers en medeklinkers
Er is geen vast systeem van klinkers en medeklinkers dat voor alle Limburgse dialecten opgaat. De Veldekespelling zou gezien kunnen worden als een overzicht van alle klanken die in het totaal van alle in Nederlands- en Belgisch-Limburg gesproken dialecten klanken, maar de daadwerkelijke klankinventaris verschilt per individueel dialect.

## Grammatica
Omdat het Limburgse taallandschap is opgebouwd uit verschillende dialecten is er geen sprake van één gedeelde grammatica, zoals een standaardtaal deze wel heeft. Wel bestaan er grammaticale beschrijvingen van individuele dialecten, zoals bijvoorbeeld van het Maastrichts; en zijn er een aantal grammaticale kenmerken te noemen die, in wisselende samenstelling, een groot deel van de Limburgse dialecten typeren.

### Woordgeslacht
In tegenstelling tot de Nederlandse standaardtaal en de Noord-Nederlandse dialecten maakt de meerderheid van de Limburgse dialecten een onderscheid tussen mannelijke, vrouwelijke en onzijdige lidwoorden, verder komt het genus met name bij het bezittelijk voornaamwoord terug.
| Mannelijk   | Vrouwelijk | Onzijdig  |
| ----------- | ---------- | --------- |
| d'n auto    | de lamp    | 't water  |
| dezen auto  | dees lamp  | dit water |
| daen auto   | die lamp   | dat water |
| mienen auto | mien lamp  | mie water |

### Meervoudsvorming
Naast meervoudsvorming door middel van toevoeging van -e, -er of -s, ofwel door klinkerverandering of gebruikmaking van stoot- en sleeptonen, kennen sommige Limburgse dialecten ook zelfstandige naamwoorden zonder meervoudsuitgang.
| Limburgse variëteit          | Standaardnederlands       |
| ---------------------------- | ------------------------- |
| appelsien, appelsiene        | sinaasappel, sinaasappels |
| look/laok, loker/laoker      | gat, gaten                |
| keend/keenk, keender/keenger | kind, kinderen            |
| kinneke, kinnekes            | kindje, kindjes           |
| tak, tek                     | tak, takken               |
| s(j)meed, s(j)meej           | smid, smeden              |
| sjoon, sjoon/sjeun           | schoen, schoenen          |
| verke, verke(s)              | varken, varkens           |

### Verdubbeling werkwoordsuitgang bij vraagzinnen
Bij bepaalde werkwoorduitgangen van de tweede en derde persoon enkelvoud, wordt de uitgang van het werkwoord ook aan vraagwoorden en voegwoorden vastgeplakt.
| Limburgse variëteit        | Standaardnederlands     |
| -------------------------- | ----------------------- |
| Doe drinks.                | Jij drinkt              |
| Ich vraog of-s doe drinks. | Ik vraag of jij drinkt. |
| Geer wilt                  | U wilt                  |
| Wie-t geer dat wilt doon?  | Hoe u dat wilt doen?    |

### Werkwoordsafleiding
De Limburgse dialecten kennen een eigen vorming van zelfstandige naamwoorden uit werkwoorden door toevoeging van het prefix ge- en het affix -s. Bijvoorbeeld: gedoons of gedeuns (‘gedoe’) en gevaers (‘rijtuig’), afgeleid van respectievelijk de werkwoorden ‘doen’ en ‘varen’.

### Werkwoorden
De Limburgse dialecten onderscheiden zich bij de vervoeging van sterke werkwoorden van het Standaardnederlands door de afwijkende vervoeging van de tweede (jij) en derde persoon (hij, zij, het) enkelvoud, waarbij een umlaut optreed:
| Limburgs      | Standaardnederlands | Opmerkingen |
| ------------- | ------------------- | ----------- |
| ich loup      | ik loop             |             |
| doe löps      | jij loopt           | ou ⭢ ö      |
| hae/zie löp   | hij/zij loopt       | ou ⭢ ö      |
| veur loupe    | wij lopen           |             |
| geer loup/lop | jullie lopen        |             |
| zie loupe     | zij lopen           |             |

Daarnaast kennen werkwoorden in de Limburgse dialecten regressieve assimilatie ten opzichte van progressieve assimilatie in het Standaardnederlands. Hierbij veranderen stemloze (harde) medeklinkers in stemhebbende (zachte) medeklinkers als op de werkwoordstam een klinker of zachte medeklinker volgt:
| Werkwoord | Progressieve assimilatie (Standaardnederlands) | Regressieve assimilatie (Limburgse variëteiten) |
| --------- | ---------------------------------------------- | ----------------------------------------------- |
| missen    | mis + te ⭢ miste                               | mis + te ⭢ mizde                                |
| boffen    | bof + te ⭢ bofte                               | bof + te ⭢ bovde                                |
| soppen    | sop + te ⭢ sopte                               | sop + te ⭢ sobde                                |

### T-deletie
Veel Limburgse dialecten kennen vormen van t-deletie, waarbij de t-klank wegvalt na de klinkers of medeklinkers. Hierbij wordt een onderscheid gemaakt tussen interne als externe t-deletie. Bij externe t-deletie vervalt de -t die op het einde van een woord of net voor de woordgrens, bij interne t-deletie gebeurd dit hiervoor. Binnen de Limburgse dialecten is externe t-deletie relatief veelvoorkomend, interne -t-deletie is zeldzamer en meer typerend voor de oostelijke en zuidelijke Limburgse dialecten.

## Woordenschat
Het grootste gedeelte van de woordenschat van de Limburgse dialecten zijn doorontwikkelingen vanuit het Oud-, Middel- en Nieuwnederlands, maar Limburgs laat, afhankelijk van het specifieke dialect, ook sterke invloeden uit het Duits en/of het Frans zien.
De Limburgse dialecten, met name die aan de linker Rijnoever, bewaren daarnaast relatief veel oude leenwoorden uit het Latijn. Het gebied rond Sint Truiden, in Belgisch-Limburg, heeft relatief de meeste Latijnse en Oudromaanse leenwoorden bewaard.
In Belgisch-Limburg en Maastricht werd tot in de 20e eeuw Frans gesproken door de hogere burgerij. In het uiterste zuidoosten langs de Duitse grens (Heerlen en Kerkrade) kende men beter Standaardduits dan Standaardnederlands. Door het gebruik van het Standaardnederlands in het onderwijs hebben veel Limburgse woorden met een Franse of Duitse oorsprong in de 20e eeuw plaats moeten maken voor Nederlandse woorden. Zo zijn de typisch Maastrichtse woorden brazzelèt (armband) en hospitaol (ziekenhuis) vervangen door ermband en ziekenhoes, en is het Roermondse balt (spoedig) gaw geworden. Anderzijds is het gebruik van het reflexief 'zich' (zoals in zich get gelle/kaupe, "zich" iets kopen) volgens een onderzoek uit 1994 toegenomen.
Limburgse dialectwoordenboeken vertonen vaak een discrepantie tussen de in de woordenboeken vastgelegde en de werkelijke gesproken taal doordat veel van de samenstellers van deze dialectwoordenboeken menen dat de dialecten van de beide Limburgen snel aan het verloederen zijn onder invloed van het Standaardnederlands. Deze visie wordt in verschillende inleidingen tot uitdrukking gebracht en leidt ertoe dat de woordenschat die in de woordenboeken wordt opgenomen vaak gekoppeld is aan het taalgebruik van oudere sprekers.
| Dialect     |                            | Standaardnederlands    | Opmerking(en)                                                                        |
| Sittards    | fixeiere                   | vastmaken, fixeren     | Uit het Frans; fixer (vastmaken, arrangeren)                                         |
|             | fizzelrae(n)ge             | motregen               | Vergelijk het Duitse Fisselregen (motregen)                                          |
| Maastrichts | keend (enk.), kinder (mv.) | kind, kinderen         |                                                                                      |
|             | aomzeik                    | mier                   | Vergelijk het Duitse Ameise en het Akens Omeseeck (beiden "mier")                    |
|             | klasjenere                 | praten, bediscussiëren | Uit het Rijnlands klatschen (praten), vergelijk het Duitse klatschen (kletsen)       |
| Venloos     | dalles                     | armoede                | Uit het Jiddisch; dalles, van het Hebreeuws dallūþ (armoede)                         |
|             | briek                      | baksteen               | Uit het Frans brique (baksteen), vergelijk Middelnederlands bricke (baksteen, tegel) |
|             | intelik                    | eindelijk              |                                                                                      |

## Schrijftaal

### Spelling
De Limburgse dialecten vormen geen eenheidstaal, waardoor Limburgse teksten altijd in een bepaald dialect worden geschreven, waarbij de gebruikte spelling van persoon tot persoon kan wisselen. De Limburgse dialectvereniging Veldeke heeft wel een spellingsysteem voor alle dialecten opgesteld, met als doel dat dezelfde klank in elk dialect hetzelfde geschreven kan worden, de zogenaamde Veldekespelling. De eerste Veldekespelling werd in 1928 gepubliceerd, waarna in 1952, 1983 en 2000 aanpassingen van dit spellingsysteem plaatsvonden. Dit spellingsysteem geniet geen officiële status, maar wordt wel als "officieel gepromoot" aangeduid wegens het gebruik van deze spelling binnen de Raod veur 't Limburgs en Vereniging Veldeke. De Veldekespelling wordt o.a. gehanteerd bij tweetalige plaatsnaamborden in Nederlands-Limburg. De meest recente versie van de spelling dateert uit 2003.

### Algemeen Geschreven Limburgs
De journalist Paul Prikken (1946-2013) ontwikkelde in 1994 een eigen standaardvorm, het Algemeen Geschreven Limburgs, die hij in zijn woordenboek 'De taal van de Maas' voorstelde en tussen 1995 en 2004 voor zijn columns in het dagblad De Limburger toepaste. Dit Algemeen Geschreven Limburgs vond weinig weerklank. Een voorstel om het op provinciaal niveau te gebruiken, werd afgewezen. De Radboud Universiteit, de Katholieke Universiteit Leuven, Veldeke Limburg en de Belgische provincie Limburg pleitten tegen de invoering van een standaard schrijftaal omdat dit de grote verscheidenheid van de Limburgse dialecten niet ten goede zou komen.

## Status

### Nederland
In de nasleep van de Nederlandse opname van het Nedersaksisch binnen het Europees Handvest voor regionale talen of talen van minderheden in 1996, werd door de provincie Limburg aan de Vereniging Veldeke gevraagd om te onderzoeken in hoeverre zij voor het Limburgs aanspraak kon maken op dezelfde status. Veldeke stelde hierop een werkgroep in, met als primaire opdracht te onderzoeken of het Limburgs aan dezelfde criteria voldeed als die waarop de eerdere erkenning van het Nedersaksisch was gebaseerd.
De werkgroep toetste het Limburgs dus niet apart aan de relatief beperkt omschreven eisen van het handvest, maar vergeleek de taalaspecten van het eerder erkende Fries en het Nedersaksisch met die van de dialecten in Nederlands-Limburg. Op basis van de attesten van drie externe experts, dr. J.B. Berns, prof. dr. Ludger Kremer en prof. dr. Toon Weijnen, concludeerde de werkgroep dat het Limburgs in minstens even sterke mate aan de gestelde criteria voldeed als het Nedersaksisch en zodoende in aanmerking zou komen voor aanmelding bij het Handvest. De werkgroep stelde hierbij expliciet dat de erkenning van het Limburgs niet moest worden gezien als een ingrijpen in wetenschappelijke terminologie of in de talige praktijk, maar als een publiekrechtelijke erkenning van cultuurvariatie en verscheidenheid binnen de Limburgse dialecten en hun positie ten opzichte van het Algemeen Nederlands. Zodoende maakte de werkgroep in haar advies nadrukkelijk geen beweringen over de taal- of dialectstatus van het Limburgs en geeft als definitie hiervan "de streektaal die, in diverse varianten, wordt gesproken in de Nederlandse provincie Limburg".
Op 1 maart 1996 publiceerde de werkgroep haar "Advies inzake de erkenning van het Limburgs als streektaal" dat leidde tot het verzoek van de Provincie Limburg om het Limburgs onder het Europese handvest te erkennen, dat vervolgens door de Nederlandse regering in 1997 zonder verdere inhoudelijke toetsing werd gehonoreerd. Het Limburgs is daarmee een van de vijf onder het Handvest erkende minderheidstalen in Nederland, samen met het al eerdergenoemde Nedersaksisch, het Jiddisch, het Sinti-Romanes en het Fries. De dialecten en streektalen van Nederlands-Limburg genieten hierbij dezelfde status als het Nedersaksisch, specifiek erkenning onder Deel II van het handvest. In tegenstelling tot in Deel III erkende talen (zoals het Fries) kunnen onder Deel II erkende talen geen specifieke rechten aan deze erkenning ontlenen. Wel is vastgelegd dat het gebruik van deze talen door de overheid gestimuleerd moet worden.

#### Kritiek
Het besluit tot erkenning als streektaal en het eraan voorafgaande proces zijn niet onomstreden geweest. Zo omschreef taalwetenschapper Johan De Caluwe de erkenning van het Limburgs als niet meer dan symbolisch en uitte de Nederlandse Taalunie haar ongenoegen over het feit dat zij als adviesorgaan niet betrokken werd bij het verzoek van de provincie Limburg om het Limburgs te erkennen. De toenmalige algemeen secretaris van de Taalunie, stelde dat dit wel had moeten gebeuren, omdat het Limburgs in elk geval altijd impliciet als Nederlands beschouwd werd waardoor het argument dat het Limburgs niets met het Nederlands te maken zou hebben en dus geen onderwerp zou zijn geweest om door de Taalunie te worden behandeld, niet opging. Volgens de Taalunie werd met de erkenning van het Limburgs wel degelijk een beslissing genomen over het Nederlands en hoorde de Taalunie geraadpleegd te worden. In 2000 gaf de Nederlandse regering toe dat het verstandiger was geweest om het verzoek van de provincie Limburg wel ter toetsing voor te leggen aan de Taalunie. Als gevolg hiervan werd in het Comité van Ministers van de Taalunie dan ook afgesproken om toekomstige verzoeken wel voor te leggen aan de Taalunie. Een later verzoek om ook het Zeeuws als erkende streektaal op te nemen in het Handvest, werd als indirect gevolg hiervan wel afgewezen.

### België
Sinds 24 december 1990 erkent de Franse Gemeenschap alle inheemse minderheidsdialecten die, naast het Frans, zijn ontstaan op het grondgebied van Brussel en Wallonië als "inheemse regionale talen". Het decreet omvat zowel alle Romaanse als alle Germaanse taalvormen, waardoor ook de Limburgse dialecten, hoewel niet expliciet genoemd in de wetstekst, in dit gebied onder deze erkenning vallen.
In de Vlaamse gemeenschap, waar de discussie na de erkenning van het Limburgs in Nederland ook op gang kwam, werd door de overheid om taalkundig advies bij onder meer de Nederlandse Taalunie gevraagd. Het verzoek om ook hier het Limburgs te erkennen, werd afgewezen.